# Arnborg
Arnborg er en lille by i Midtjylland med 635 indbyggere  (2024). Arnborg ligger i Arnborg Sogn ved Midtjyske Motorvej otte km vest for Fasterholt, 12 km nordvest for Brande og 14 km syd for Herning. Byen hører til Herning Kommune og Region Midtjylland.
Arnborg Skole og Arnborg Kirke ligger i byen.
Grundlæggeren af butikskæden JYSK, Lars Larsen blev født i Arnborg.
Ved Arnborg ligger væveriet Acondria Plaidfabrik og Svæveflyvecenter Arnborg.